# Paul Fraisse
Paul Fraisse (1911-1996) psicólogo francés, conocido por sus trabajos sobre la percepción del tiempo. Fue presidente de la Union Internationale de Psychologie Scientifique de 1966 a 1969 y director, entre 1952 y 1979, del Laboratorio de Psicología Experimental y Comparada de la Universidad René Descartes, que formó numerosos psicólogos experimentales en Francia.

## Obras
- Les structures rythmiques: étude psychologique (1956). Lovaina: Publications Universitaires de Louvain.
- Psychologie du temps (1967). París: Presses Universitaires de France.
- Fraisse, Paul, y Piaget, Jean (1963). Traité de psychologie expérimentale. 9 volúmenes, París: Presses Universitaires de France.
- La psychologie expérimentale, (1979). París: Presses Universitaires de France.